# Trimerotropis agrestis
Trimerotropis agrestis es una especie de saltamontes perteneciente a la familia Acrididae. Se encuentra en Norteamérica.

## Subespecies
Dos subespecies pertenecen a la especie Trimerotropis agrestis:
- Trimerotropis agrestis agrestis
- Trimerotropis agrestis barnumi